# Florencio (cónsul 361)
Flavio Florencio (en latín, Flavius Florentius) fue un político romano conocido, principalmente, por ocupar el cargo de prefecto del pretorio de la Galia entre los años 357 y 360 bajo la autoridad del césar Juliano.

## Prefecto del pretorio en la Galia
Comenzó su carrera dentro del Imperio romano oriental y para 345 era un miembro importante del gobierno de Constancio II. En 357 fue destinado a la parte occidental del Imperio para asumir la prefectura del pretorio de las Galias subordinado a Juliano a quien el emperador había dejado al cargo de esa mitad antes de volver a Oriente. Tuvo una destacada participación en la reunión del consistorium que aconsejó a Juliano enfrentarse a los alamanes en la batalla de Estrasburgo donde fue partidario de atacar. También cumplió con eficacia su misión de abastecer al ejército durante sus campañas. Sin embargo, entró al poco en discusión con el césar a causa del nivel de impuestos: Florencio era partidario de elevarlos para sufragar el gasto bélico y Juliano lo era, en cambio, de gestionarlos mejor para obtener más recaudación sin tener que subirlos. La polémica llegó hasta Constancio II quien tomó partido por su primo. Al siguiente año 358 los francos que habitaban junto a la desembocadura del Rin impidieron la entrada de los barcos con suministros que llegaban desde Britania. Florencio propuso pagarles 2000 libras de plata para que dejasen pasar a la flota pero Juliano optó por atacarles y consiguió vencerlos y dejar libre el paso.
Amiano Marcelino lo acusó de instigar a Constancio II para que ordenase el traslado de parte del ejército a Oriente y de irse, a propósito, a Vienne cuando las órdenes llegaron al cuartel general en París en 360 y provocaron la rebelión de las tropas. Esta acusación se considera exagerada porque, mientras que en la Galia la situación estaba estabilizada, el Imperio sasánida preparaba una gran ofensiva y era necesario el traslado de parte del ejército para reforzar la defensa.
Como la rebelión de las tropas tuvo éxito y Juliano se proclamó augusto, huyó a la parte oriental para buscar refugio en la corte de Constancio II. Juliano, en lugar de tomar represalias con su familia y bienes, se los hizo enviar sin molestarlos.

## Prefecto del pretorio en Ilírico
Al poco de llegar Florencio a la corte oriental ese año 360 falleció el prefecto del pretorio para Ilírico, Vindonio Anatolio. Esto le dio la oportunidad para volver a la Administración imperial ya que Constancio lo nombró para sucederlo. No pudo desempeñar su cargo sino poco más de un año ya que en verano de 361 las tropas de Juliano invadieron su prefectura y se vio obligado a huir, de nuevo, para refugiarse junto al emperador que llegaba desde la frontera oriental para enfrentarse con su primo.

## Cónsul
Su fidelidad hacia Constancio fue recompensada con el nombramiento como cónsul para el año 361 puesto que compartió con Flavio Tauro quién, como él, también tuvo que huir de Ilírico ante la llegada de Juliano. No se tiene constancia de que Juliano, por su parte, nombrase a ningún cónsul alternativo por lo que el año 361 quedaría en los anales romanos como «el año de Tauro y Florencio».

## Proscripción
En noviembre de 361 falleció Constancio II por enfermedad y en su lecho de muerte nombró a Juliano como sucesor para detener, así, la guerra civil. Ante la perspectiva de Juliano convertido en gobernante de todo el Imperio, Florencio optó por huir de nuevo y esconderse. No estuvo desencaminado ya que el nuevo augusto procedió enseguida a purgar la Administración y ejército mediante los denominados «juicios de Calcedonia» donde Florencio fue condenado en ausencia.
Juliano no tuvo un gobierno acertado en lo militar ya que cambió la estrategia que había seguido su primo contra el Imperio sasánida y pasó de la defensa al ataque con un desastroso resultado que le costó al Imperio la pérdida de los territorios que había adquirido con Galerio y a él mismo la vida durante una escaramuza mientras el ejército se retiraba. Tras su muerte y el advenimiento de la dinastía valentiniana, Florencio pudo salir de su escondite aunque no volvió a ocupar ningún nuevo cargo. Entre sus hijos se conoce a Luciano y Florencio quienes llegaron a ser gobernadores de Siria.